# Пьяцца делла Либерта
Пьяцца делла Либерта, или площадь Свободы (итал. Piazza della Libertà) — площадь на севере исторического центра Флоренции, основанная в XIX веке в ходе работ по созданию городской кольцевой дороги.
Открытое пространство вокруг ворот Святого Галла существовало с XIV века и назывались Пьяцца ди Порта Сан-Галло, то есть площадью у ворот Святого Галла. В то время это пространство ограничивалось крепостными стенами и рвом.
В 1738 году здесь была построена Триумфальная арка в ознаменование смены династии Медичи новой Габсбург-Лотарингской династией на престоле великого герцогства Тосканского.
В 1865 году крепостные стены, окружавшие площадь, были разобраны, чем была разрушена её прежняя структура. Новая эллиптическая структура была придана площади по проекту Джузеппе Поджи в 1865—1875 годах. Он окружил площадь похожими зданиями с аркадами в стиле классицизма. В центре эллипса им был помещен сад с древними воротами и Триумфальной аркой, разделенными фонтаном с прудом. Вокруг были посажены высокие деревья, отделяющие сад от дорог, окружающих площадь.
В XIX веке площадь носила имя Камилло Кавура. В 1930 году, когда имя Камилло Кавура было присвоено главной улице в историческом центре Флоренции, название было изменено на площадь Костанцо Чиано, фашистского адмирала. В 1944 году название было изменено на площадь Мути, и, наконец, в 1945 году на площадь Свободы.
Здание на северо-западной стороне площади занимает финансовая компания Фондиария-САИ. На северной стороне площади находится Партер. В XVIII веке великий герцог Леопольдо I планировал разбить на этом месте сад во французском стиле. Поэтому Джузеппе Поджи оставил это место пустым, но в 1922 году по проекту архитектора Энрико Фантаппье здесь был построен Выставочный дворец, который был главным выставочным центром города до создания павильона Спадолини в Фортецца-да-Бассо (Крепость Бассо). Сохранилась только часть оригинального здания, так, как во время подготовки к проведению соревнований Кубка мира по футболу в Италии в 1990 году на месте прежнего выставочного дворца был построен новый культурный центр с большой подземной автостоянкой.